# The Fortune Cookie
The Fortune Cookie (br: Uma Loura por um Milhão; pt: Como Ganhar um Milhão) é um filme americano de 1966, uma comédia realizada por Billy Wilder. Este foi o primeiro filme protagonizado pela célebre dupla cômica formada por Jack Lemmon e Walter Matthau. Com o sucesso do primeiro filme, eles voltariam em outro clássico da comédia no cinema, em 1968, The Odd Couple.

## Sinopse
Um câmera de TV, após se acidentar em uma partida de futebol americano, é convencido por seu cunhado, um advogado inescrupuloso, que finja ter lesões muito maiores, para assim dividirem uma gorda indenização.

## Elenco
- Jack Lemmon (Harry Hinkle)
- Walter Matthau (Willie Gingrich)
- Ron Rich (Luther "Boom Boom" Jackson)
- Judi West (Sandy Hinkle)
- Cliff Osmond (Purkey)
- Lurene Tuttle (Mãe Hinkle)
- Harry Holcombe (O'Brien)
- Les Tremayne (Thompson)
- Lauren Gilbert (Kincaid)
- Marge Redmond (Charlotte Gingrich)
- Noam Pitlik (Max)
- Harry Davis (Dr. Krugman)
- Ann Shoemaker (Irmã Veronica)

## Prémios e indicações
Óscar
- Venceu por Melhor Actor Secundário (Walter Matthau)
  - Indicado à categoria Melhor Fotografia - Preto e Branco
  - Indicado à categoria Melhor Direcção de Arte - Preto e Branco
  - Indicado à categoria Melhor Argumento Original

Prêmios Globo de Ouro
- Indicado à categoria Melhor Actor - Comédia/Musical (Walter Matthau)